# Partido dos Empregados do Comércio da Bahia
O Partido dos Empregados do Comércio da Bahia foi um partido político brasileiro com base nos trabalhadores urbanos situados no estado da Bahia que teve breve duração durante a década de 1930.

## Histórico
Partido de matiz regionalista e corporativista criado por setores de classe média e de trabalhadores urbanos da capital baiana que atuava como uma verdadeira associação de classe, servindo de apoio ao Partido Social Democrático da Bahia (PSD), agremiação que sustentava politicamente Juracy Magalhães, o interventor federal na Bahia.
Durante a sua fundação em janeiro de 1933, o Partido dos Empregados do Comércio da Bahia teve como dirigentes: o jornalista e sindicalista Agnaldo Fonseca (presidente), João Léo da Silva Júnior (vice-presidente), Gastão Melo Filho (primeiro-vice-presidente), Alberto Araújo (primeiro-secretário), Paulo de Noronha (segundo-secretário) e Raimundo Lessa de Carvalho (tesoureiro).
Teria sido extinto em 1937 com o golpe de estado que deu origem ao Estado Novo varguista e decretou o fim dos partidos políticos no Brasil.